# Dong Jimin
Dong Jimin, född 10 oktober 1983, är en friidrottare från Kina. Han deltog vid olympiska sommarspelen 2008.